# Merriamoceros coronatus
Merriamoceros coronatus és una espècie extinta de mamífer artiodàctil de la família dels antilocàprids que visqué a Nord-amèrica durant el Miocè, fa entre 12,5 i 16,3 milions d'anys. Se n'han trobat restes fòssils als Estats Units (Califòrnia, Montana, Nebraska, Nevada i Utah). Es tracta de l'única espècie del gènere Merriamoceros. El seu parent més proper era Ramoceros. Era un antilocàprid menut que tenia les banyes amples i palmades. El nom genèric Merriamoceros significa ‘banya de Merriam’.